# Ehrlich (cráter)

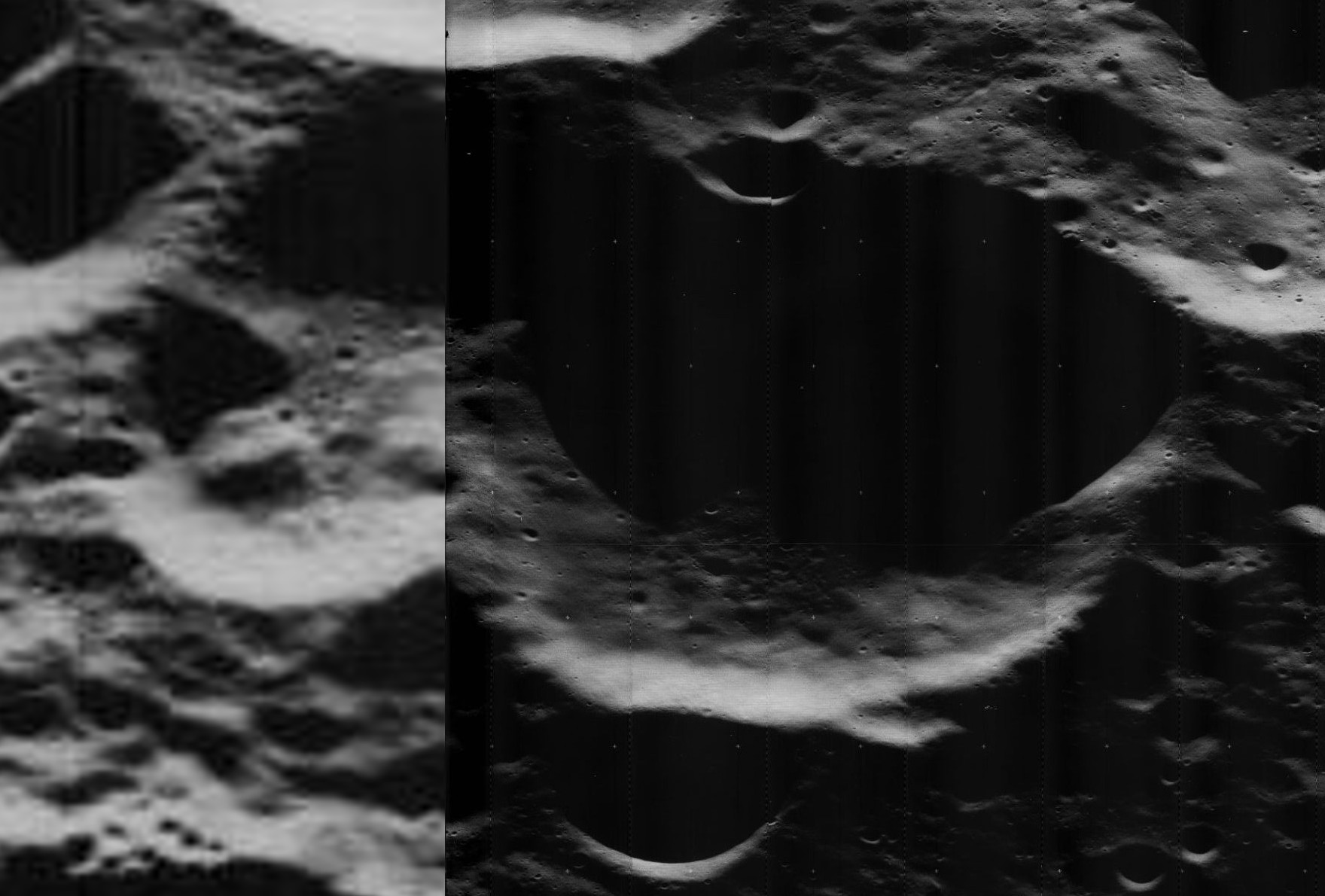
Mosaico de imágenes oblicuas desde el Lunar Orbiter 5 (vista desde el oeste)

Ehrlich  es un pequeño cráter de impacto situado en el hemisferio norte de la cara oculta de la Luna, en el interior de una región accidentada que ha sido ampliamente bombardeada por impactos de tamaño comparable. Se halla a medio camino entre los cráteres Parsons situado hacia el sur y Guillaume (muy desgastado) hacia el norte.
|  |

Se trata de un cráter muy desgastado, con su relieve aplanado y redondeado debido a los numerosos impactos recibidos de forma generalizada. Un par de pequeños cráteres están unidos al exterior en su lado sur. El suelo y las paredes interiores carecen de rasgos distintivos y no muestra impactos destacables en el brocal.

## Cráteres satélite
Por convención estos elementos son identificados en los mapas lunares poniendo la letra en el lado del punto medio del cráter que está más cerca de Ehrlich.
|         | \| Ehrlich \| Coordenadas \| Diámetro \| \| ------- \| ------------------------------- \| -------- \| \| J \| 40°12′N 170°42′O / 40.2, -170.7 \| 25 km \| \| N \| 39°00′N 173°06′O / 39.0, -173.1 \| 19 km \| \| W \| 42°42′N 174°00′O / 42.7, -174.0 \| 26 km \| \| Z \| 42°12′N 172°24′O / 42.2, -172.4 \| 28 km \| |          |
| Ehrlich | Coordenadas | Diámetro |
| J       | 40°12′N 170°42′O / 40.2, -170.7 | 25 km    |
| N       | 39°00′N 173°06′O / 39.0, -173.1 | 19 km    |
| W       | 42°42′N 174°00′O / 42.7, -174.0 | 26 km    |
| Z       | 42°12′N 172°24′O / 42.2, -172.4 | 28 km    |